# نايل رايت
نايل رايت (بالإنجليزية: Niall Wright)‏ هو ممثل بريطاني، ولد في 26 يوليو 1991 في المملكة المتحدة.

## وصلات خارجية
- نايل رايت على موقع IMDb (الإنجليزية)
- نايل رايت على موقع قاعدة بيانات الفيلم (الإنجليزية)